# Claude Perrault
Claude Perrault (Paris, 25 de setembro de 1613 — Paris, 9 de outubro de 1688) é um médico e arquiteto francês. Claude Perrault é famoso por ter sido o arquiteto da fachada da ala leste do Palácio do Louvre, conhecida como “colunata do Louvre”. Suas posições teóricas na arquitetura o tornaram conhecido em toda a Europa. Ele também é conhecido por seu trabalho em anatomia, física e história natural.

## Trabalho científico
Ele faz muitas observações sobre a anatomia dos animais. Claude Perrault, mais conhecido como arquiteto do que como anatomista, foi no entanto a figura dominante de um grupo de anatomistas parisienses que realizaram a dissecação e a descrição rigorosa de 25 espécies de mamíferos, 70 espécies de aves e 5 espécies de répteis, cujas placas são gravadas por Sébastien Leclerc. Perrault concentrou-se no estudo comparativo dos órgãos da audição e da visão, bem como no vôo de pássaros. A maioria de suas observações está incluída no trabalho coletivo intitulado Memórias para servir na história natural dos animais, publicado em dois volumes pela Imprimerie Royale em Paris em 1671 e 1676. Claude Perrault deu o exemplo para Joseph-Guichard Duverney (1648-1730) pesquisou a estrutura dos animais.
Ele estuda a circulação da seiva e descobre que ela circula em duas direções, ascendente e descendente. Mas, como outros cientistas de sua época, ele tenta descobrir um funcionamento celular semelhante ao dos animais. Suas ideias foram combatidas por Denis Dodart (1634-1707) e Samuel Cottereau du Clos (c. 1598-1685), com quem dirigiu em 1676 a publicação de Memórias para servir na história das plantas, premissa de um catálogo inacabado de todas as plantas conhecidas.
Bem versado em mecânica, ele escreveu uma coleção de várias máquinas de novas invenções publicadas após sua morte por Charles Perrault em 1700.

## Arquitetura
Recomendado por seu irmão Charles Perrault, foi membro de 1667 a 1673 da comissão responsável pela elaboração das plantas da fachada oriental do Palácio do Louvre. Enquanto o rei chamava Bernini de Roma, ele critica o desenho barroco proposto por seu colega italiano, mostrando a falta de coerência desse projeto e os problemas de segurança que ele coloca. Depois de ter eliminado outros colegas, é ele quem finalmente se torna o responsável pelo projeto.

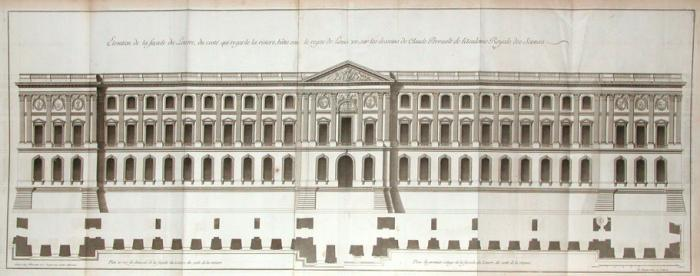
"Elevação da fachada do Louvre, do lado que olha para o rio, construída sob o reinado de Luís XIV, sobre os desenhos de Claude Perrault da Real Academia de Ciências"
Jean Mariette, gravura da Arquitetura Francesa ou coleção de casas reais, algumas igrejas em Paris e castelos e casas de prazer recém-construídos na França (1783).

Ele desenhou os planos para o observatório de Paris entre 1667 e 1672. Ele construiu o trono Arco do Triunfo em Faubourg Saint-Antoine, em 1670, em Paris (parcialmente construído e destruído em 1710) e da capela do antigo castelo de Sceaux a partir de 1672 para 1677, demolida no início do século XIX. Ele também trabalhou em Versalhes, onde projetou interiores.
Teórico, Claude Perrault é o autor de várias traduções francesas dos textos do arquiteto romano Vitruvius sob o título de Dez livros de arquitetura de Vitrúvio corrigidos e recentemente traduzidos para o francês em 1673, bem como de uma obra, A ordenança dos cinco tipos de colunas segundo o método dos Antigos (1683), cujas posições foram objeto de acirradas disputas na Real Academia de Arquitetura, em particular por parte de François Blondel, seu diretor. Ele é, de fato, o primeiro teórico a se opor à tradição clássica e a questionar a existência de uma essência matemática específica para as diferentes ordens, mostrando as divergências entre os autores clássicos e a impossibilidade prática de estabelecer uma correspondência entre ordens arquitetônicas e tons musicais. Sem querer rejeitar inteiramente o princípio da proporção herdado da tradição arquitetônica, ele não quer torná-lo um absoluto.
Durante a contenda entre Antigos e Modernos, Claude Perrault tomou partido, ao lado de seu irmão Charles pelos Modernos, e se opôs à concepção de arquitetura dos Antigos defendida por François Blondel, que lhe rendeu um cruel epigrama de Boileau.
Perrault expõe seu ponto de vista moderno nas notas de sua tradução de Vitrúvio. François Blondel defende o ponto de vista dos Antigos no curso de Arquitetura ministrado na Royal Academy of Architecture (1675). Suas disputas teóricas relacionam-se a:

### A interpretação da "simetria"
A simetria ( simetria em grego) tem um sentido de proporção. François Blondel permanece fiel à definição grega de simetria. Para Claude Perrault, a Ordem, a Portaria e o dimensionamento dos edifícios, devem responder a um conjunto de regras que devem ser definidas, e de forma alguma resultam de uma beleza universal e racional nela. Claude Perrault defende a simetria tomada no sentido moderno do equilíbrio das massas em cada lado de um eixo, em detrimento da "simetria" ou proporção que implica o uso de um módulo e uma "razão de progresso" para ajuste a correspondência entre as partes.

### As colunas acopladas
Claude Perrault invoca o direito de se destacar da tradição greco-romana e de apresentar este motivo de inspiração medieval para desgosto de François Blondel e dos defensores da antiguidade. Ele então adiciona esta "ordem francesa", adicional às cinco ordens herdadas de Vitrúvio. Perrault usou esse dispositivo na colunata do Louvre no final dos anos 1660.

### Correções ópticas
Claude Perrault se opõe a essa prática de aumentar as dimensões de objetos localizados em altura ou à distância. Ele se apóia em sua pesquisa fisiológica e considera que não é a visão que engana, mas o julgamento da visão. Ao assumir essa posição, Perrault tem uma visão oposta de Vitruvius e das práticas atuais de sua época.

## Publicações
- Les Murs de Troyes, ou L’origine du burlesque (1653) disponível em Gallica. Réédition : Les Murs de Troye ou l’origine du burlesque. Livre 1 : Les Frères Perrault et Beaurain, texte établi, présenté et annoté par Yvette Saupé, Tübingen, Narr, 2001.
- Les Dix Livres d’architecture de Vitruve, corrigez et traduits nouvellement en françois avec des notes et des figures (1673) Texto online; (1684) Texto online
- Ordonnance des cinq espèces de colonnes selon la méthode des anciens (1683) Texto online
- Abregé des dix livres d’Architecture de Vitruve, Paris, Jean-Baptiste Coignard, 1674 Texto online
- Du bruit et de la musique des Anciens, extrait des Œuvres diverses de physique et de mécanique, Tome 2 ; et Préface manuscrite du Traité de la musique de Claude Perrault (1721)
- Mémoires pour servir à l’histoire naturelle des animaux, dans Mémoires de l’Académie royale des sciences depuis 1666 jusqu’en 1699 (1729-1734)
- Mémoires de ma vie. Voyage à Bordeaux (1669), publiés avec une introduction, des notes et un index, par Paul Bonnefon, H. Laurens, Paris, 1909. Texto online
- Ouvrages d'architecture sur le site « Architectura » du CESR